# Brachistosternus negrei
Espèce
Brachistosternus negrei est une espèce de scorpions de la famille des Bothriuridae.

## Distribution
Cette espèce est endémique du Chili. Elle se rencontre dans les régions du Maule et de Ñuble

## Description
Les mâles mesurent de 50 à 66 mm et les femelles de 55 à 68 mm.

## Étymologie
Cette espèce est nommée en l'honneur de Jacques Negré.

## Publication originale
- Cekalovic, 1975 : Brachistosternus (Leptosternus) negrei n. sp. de scorpion de Chile (Scorpiones, Bothriuridae). Brenesia, no 6, p. 69-75.